# Панагюрско
 Тази статия е за историко-географската област.  За общината вижте Панагюрище (община).  
Панагюрско е историко-географска област в Южна България, около град Панагюрище.
Територията ѝ съвпада приблизително с някогашната Панагюрска околия, а днес включва община Панагюрище, почти цялата община Стрелча (без село Блатница от Пазарджишко), както и селата Боримечково в община Лесичово и Цар Асен в община Пазарджик. Разположена е на южните склонове на Същинска Средна гора. Граничи с Пирдопско на север, Пловдивско на изток, Пазарджишко на юг и Ихтиманско на запад.